# Georgina Tarasiuk
Georgina Tarasiuk (ur. 14 września 1988 w Białej Podlaskiej) – polska piosenkarka, kompozytorka i autorka tekstów piosenek.

## Życiorys
Ukończyła Szkołę Muzyczną I Stopnia w Białej Podlaskiej. W 1999 zwyciężyła w kategorii dziecięcej na Festiwalu Piosenki Angielskiej w Brzegu. Została tam dostrzeżona przez Elżbietę Skrętkowską, pomysłodawczynię programu Szansa na sukces w TVP2, która zaprosiła ją do udziału w konkursie. Zwyciężyła w odcinku z piosenkami Natalii Kukulskiej, wykonując utwór „Dłoń”. Po udziale w programie śpiewała w zespole Chwilka oraz u boku Violetty Villas i na zaproszenie Natalii Kukulskiej w koncercie poświęconym pamięci Anny Jantar.
We wrześniu 2000 została stypendystką Fundacji Ewy Czeszejko-Sochackiej „Promocja Talentu”. 28 października 2002 roku wydała album, zatytułowany po prostu Georgina. W 2003 zakwalifikowała się z utworem „Pierwszy raz” do finału Krajowych Eliminacji do Konkursu Piosenki Eurowizji, jednak niedługo po ujawnieniu listy finalistów została zdyskwalifikowana z udziału w selekcjach z powodu zbyt młodego wieku. W tym samym roku wystąpiła, również z piosenką „Pierwszy raz”, w koncercie „Premier” w ramach 40. Krajowego Festiwalu Piosenki Polskiej w Opolu.
Od maja 2007 do 2008 była solistką w oratorium Piotra Rubika. W 2008 została zaproszona do projektu Balkanika. W 2016 zaśpiewała cover utworu „Jaskółka uwięziona” w filmie Legendy polskie – Operacja Bazyliszek.
W 2018 utworzyła z Piotrem Lewańczykiem duet Indie pop Blauka, z którym wydała album pt. Miniatura (2019). Współpracowała przy tworzeniu ścieżki dźwiękowej do seriali produkcji Netflix: Dziewczyna i kosmonauta (2023) i Forst (2024).

## Dyskografia
Albumy
| Tytuł    | Dane dot. albumu                                                        |
| -------- | ----------------------------------------------------------------------- |
| Georgina | - Data: 28 października 2002 - Wydawca: Sony Music Entertainment Poland |

Notowane utwory
| „Ten świat”                 | 2003 | 8 | Georgina |
| „–” utwór nie był notowany. |      |   |          |

Inne